# Халкол
Халкол (дав-євр. כלכל) — фінікійський філософ початку I тисячоліття до н. е. Належав до філософської школи, заснованої Мохом Сідонським.
Можливо згаданий у Біблії.